# Sincelejo
Sincelejo ist die Hauptstadt und eine Gemeinde (municipio) im Departamento Sucre in der Región Caribe in Kolumbien.
Das Wort Sincelejo basiert auf dem Namen des indigenen Häuptlings Cincel (Chinchelejo), der über die Region bei Ankunft der Spanier herrschte.
Sincelejo ist Sitz des gleichnamigen Bistums.

## Geographie
Sincelejo liegt auf einer Höhe von ungefähr 213 Metern in der Nähe der kolumbianischen Karibikküste. Sincelejo grenzt im Norden an Tolú und Tolú Viejo, im Süden an Sampués und an San Andrés de Sotavento und Tuchín im Departamento Córdoba, im Osten an Corozal und Morroa und im Westen an San Antonio de Palmito und Tolú.

Alternative Darstellung von Haus und Maiskolben im Wappen

## Bevölkerung
Die Gemeinde Sincelejo hat 290.667 Einwohner, von denen 273.251 im städtischen Teil (cabecera municipal) der Gemeinde leben (Stand: 2019).

## Geschichte
Das Gebiet wurde schon vor der Ankunft der Spanier vom indigenen Volk der Toace bewohnt. Von den Spaniern wurde Sincelejo offiziell als San Francisco de Asís de Sincelejo am 4. April 1536 von Antonio de La Torre y Miranda gegründet.

## Sport
In Sincelejo waren die Fußballvereine Real Sincelejo, Expreso Rojo, Atlético de la Sabana und Sucre FC ansässig. Real Sincelejo spielte von 2003 bis 2004, Atlético de la Sabana von 2009 bis 2010 und Sucre FC 2012 in der kolumbianischen zweiten Liga. Expreso Rojo spielte die Spielzeit 2005 in Sincelejo, zog danach aber wieder nach Cartagena und dann nach Cundinamarca. Sucre FC zog 2013 nach Montería um und wurde in Jaguares de Córdoba umbenannt. Die beiden anderen Vereine lösten sich auf und verkauften ihr Startrecht. Alle Vereine trugen ihre Heimspiele im Estadio Arturo Cumplido Sierra aus.